# Cola glaucoviridis
Cola glaucoviridis är en malvaväxtart som beskrevs av François Pellegrin. Cola glaucoviridis ingår i släktet Cola och familjen malvaväxter. Inga underarter finns listade i Catalogue of Life.